# Barcarolle op. 134 de Bonis
La Barcarolle, op. 134, est une œuvre de Mel Bonis datant de 1930.

## Composition
Mel Bonis compose sa Barcarolle pour piano en sol bémol majeur en 1930. L'œuvre est dédiée à Juliette de Crousaz. Elle est encore inédite.

## Sources
- Étienne Jardin, Mel Bonis (1858-1937) : parcours d'une compositrice de la Belle Époque, 2020 (ISBN 978-2-330-13313-9 et 2-330-13313-8, OCLC 1153996478, lire en ligne)